# Лі Йон Гіль
Лі Йон Гіль (кор. 리영길, 1952) — північнокорейський військовий, начальник Генштабу Корейської народної армії (2013—2016).

## Біографія
Став генерал-лейтенантом у квітні 2002 року і отримав в командування 3-ій армійський корпус (з 2002 по 2007 рік), а потім 5-й армійський корпус (з 2007 по 2012 рік).
В 2010 році він був підвищений до генерал-полковника і обраний членом ЦК Трудової партії Кореї.
У вересні 2013 року генерал армії Лі Йон Гіль був призначений начальником генштабу збройних сил КНДР. Він замінив Кім Кек Сіка, який обіймав цю посаду з травня. У військовій ієрархії КНДР начальник генштабу народної армії займає більш важливу позицію в порівнянні з міністром народних збройних сил.
У серпні 2015 року він взяв участь в церемонії, присвяченій 70-річчю визволення Кореї від японського колоніалізму. Потім він зник з поля зору ЗМІ. 8 лютого 2016 року Лі Ен Гіль не з'явився на урочистостях, влаштованих в Пхеньяні на честь успішного запуску північнокорейської ракети із супутником. Тоді ж у південнокорейських ЗМІ з'явилося повідомлення про те, що генерал Лі Йон Гіль був звинувачений у хабарництві і страчений на початку лютого.
За деякими даними, місце страченого глави генштабу зайняв генерал армії Лі Мен Су. Саме він був згаданий у списку учасників урочистого заходу після міністра народних збройних сил КНДР.